# آگوستین ماتاتا پونیو
آگوستین ماتاتا پونیو (انگلیسی: Augustin Matata Ponyo؛ زادهٔ ۵ ژوئن ۱۹۶۴) یک سیاست‌مدار اهل جمهوری دموکراتیک کنگو است.
12 فوریه 2012 زمانی که او وزیر امور مالی بود، در یک سانحه هوایی به شدت زخمی شد. در این سانحه دو مسافر و دو خدمه هواپیما کشته شدند.